# Élections municipales de 2020 à Argenteuil
Pour un article plus général, voir Élections municipales françaises de 2020.
Le premier tour des élections municipales françaises de 2020 à Argenteuil a lieu le 15 mars 2020. Le second tour, initialement prévu le 22 mars 2020, est reporté en raison de la pandémie de maladie à coronavirus. Il aura lieu le 28 juin 2020

## Candidats

### Lutte ouvrière
Dominique Mariette conduit la liste du parti trotskyste Lutte ouvrière.

### Argenteuil tous ensemble
En septembre 2019, des militants associatifs, syndicalistes, des citoyens engagés et des militants politiques, membres de La France insoumise (LFI), de Gauche démocratique et sociale (GDS), de Génération.s et du Parti communiste français (PCF), rejoints depuis par le Nouveau Parti anticapitaliste (NPA), s'unissent pour fonder le collectif Argenteuil commune citoyenne égalité.s. (ACCES) qui se présente depuis sous le nom de « Argenteuil tous ensemble ! ». Omar Slaouti (ex-NPA) et Françoise Pacha-Stiegler  (LFI) sont désignés comme binôme de tête de liste. Ils se présentent comme les « seuls et véritables » candidats de gauche et antilibéraux aux élections.

### Argenteuil en commun
D'anciens militants de La France insoumise, de Génération.s, d'Europe Écologie Les Verts, du mouvement Alternatib'Argenteuil ainsi que des communistes et des Gilets jaunes sont candidats dans la liste anticapitaliste « Argenteuil en commun ». Le conseiller municipal Frédéric Lefebvre-Naré (représentant de Résistons, ancien membre du Mouvement démocrate) en fait partie,.
Les 5 et 6 octobre 2019, le collectif organise une primaire ouverte pour désigner sa tête de liste. Les étrangers et les mineurs de plus de 16 ans peuvent y participer. Les électeurs désignent Alima Boumediene-Thiery, membre d'Ensemble !, comme tête de liste. 290 personnes prennent part au scrutin.
| Candidat                | Parti | Parti   |
| ----------------------- | ----- | ------- |
| Alima Boumediene-Thiery |       | E!      |
| Pascal Bertolini        |       | ex-EELV |
| Frédéric Lefebvre-Naré  |       | RES     |
| Stéphane Steunou        |       | FI      |

### Argenteuil avec vous
L'ancien député-maire socialiste Philippe Doucet, battu en 2014, se représente sans étiquette.

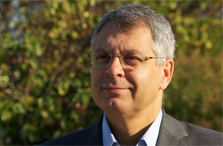
Philippe Doucet.

### Olivia Fillette
Initialement investie par le  parti présidentiel La République en marche face à Dalila Kaabeche et Mohammed El Kahodi, Olivia Fillette est finalement désinvestie par la Commission Nationale d'Investiture le 29 janvier en raison d'une complète perte de confiance, le sénateur Alain Richard faisant mention d'un groupe actif qui a choisi d’utiliser cette candidate pour porter « un jeu d’influence des quartiers », d'un défaut de transparence ainsi que d'un financement engagé selon des « méthodes peu orthodoxes ».
Elle décide cependant de maintenir sa candidature menant une liste sans étiquette « Les Argenteuillais au cœur ! ».

### Dalila Kaabeche
Candidate malheureuse à l'investiture de La République en marche en novembre 2019, Dalila Kaabeche décide de se présenter sous l'étiquette d'Alliance centriste dont elle préside la fédération du Val-d'Oise. Après la désinvestiture d'Olivia Filette par LREM, elle est finalement investie par le parti le 29 janvier.
Elle est soutenue par Fiona Lazaar, députée La République en marche de la 5e circonscription du Val d'Oise.

### Les Républicains
Élu en 2001 et en 2014, le maire sortant Georges Mothron brigue un nouveau mandat au sein d'une liste qui regroupe Les Républicains et l'Union des démocrates et indépendants.

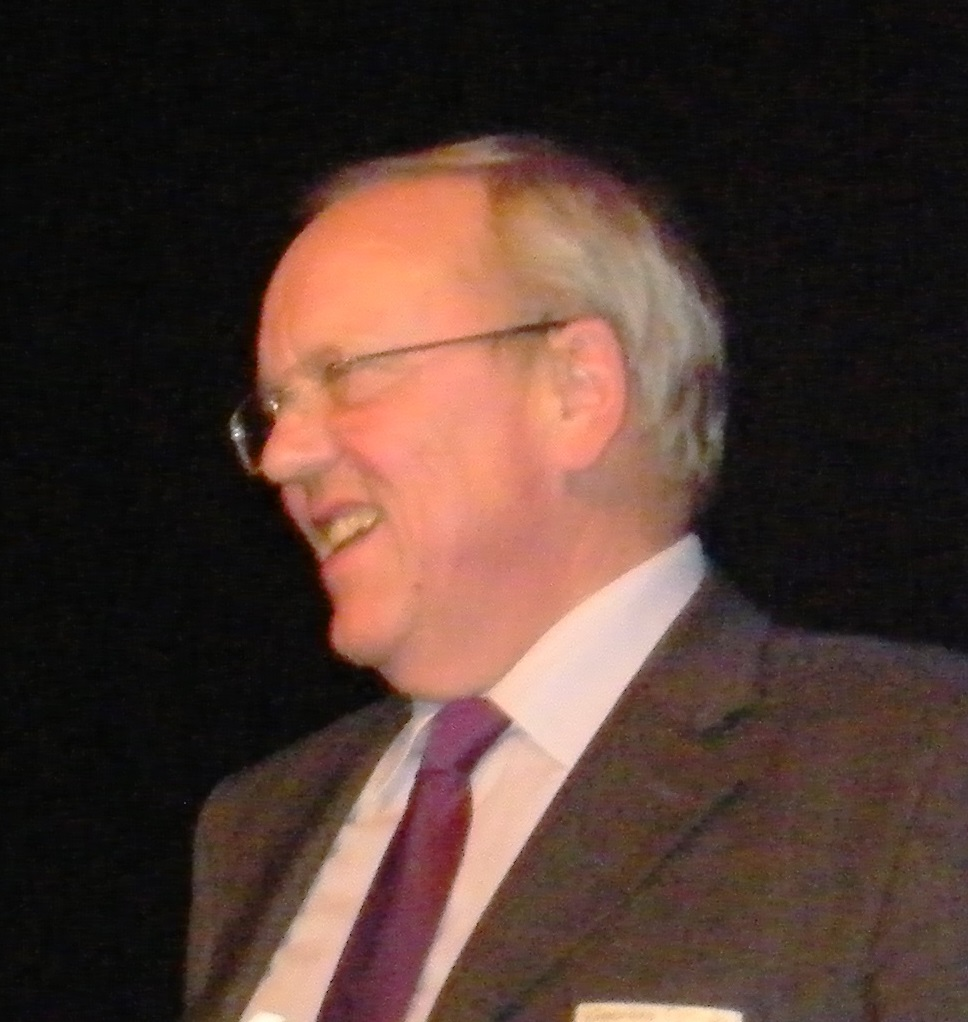
Georges Mothron.

## Résultats
|                                                          |                          |                                     |              |              |             |             |        |        |  |
| Tête de liste                                            | Tête de liste            | Liste                               | Premier tour | Premier tour | Second tour | Second tour | Sièges | Sièges |  |
| Tête de liste                                            | Tête de liste            | Liste                               | Voix         | %            | Voix        | %           | CM     | CC     |  |
|                                                          | Georges Mothron          | LR-UDI                              | 5 842        | 35,16        | 8 096       | 45,36       | 40     | 2      |  |
| Vivre Argenteuil                                         |                          |                                     | 5 842        | 35,16        | 8 096       | 45,36       | 40     | 2      |  |
|                                                          | Philippe Doucet          | PS                                  | 4 949        | 29,79        | 7 096       | 39,76       | 11     | 1      |  |
| Argenteuil avec vous !                                   |                          |                                     | 4 949        | 29,79        | 7 096       | 39,76       | 11     | 1      |  |
|                                                          | Omar Slaouti             | LFI-GDS-G.s-NPA-PCF                 | 1 913        | 11,51        | 2 655       | 14,87       | 4      | 0      |  |
| Argenteuil tous ensemble !                               |                          |                                     | 1 913        | 11,51        | 2 655       | 14,87       | 4      | 0      |  |
|                                                          | Olivia Fillette          | LREM diss.                          | 1 099        | 6,61         |             |             |        |        |  |
| Les Argenteuillais au cœur                               |                          |                                     | 1 099        | 6,61         |             |             |        |        |  |
|                                                          | Dalila Kaabeche          | LREM-AC-PRV-AE                      | 752          | 4,52         |             |             |        |        |  |
| Allons ensemble                                          |                          |                                     | 752          | 4,52         |             |             |        |        |  |
|                                                          | Franck Debeaud           | DVD - PCD                           | 643          | 3,87         |             |             |        |        |  |
| Vive Argenteuil !                                        |                          |                                     | 643          | 3,87         |             |             |        |        |  |
|                                                          | Alima Boumediene-Thiery  | E!-LFI diss.-G.s diss. EÉLV-RES-COM | 627          | 3,77         |             |             |        |        |  |
| Argenteuil en commun                                     |                          |                                     | 627          | 3,77         |             |             |        |        |  |
|                                                          | Sarah Zouhani            | DIV                                 | 468          | 2,81         |             |             |        |        |  |
| Touche pas ma ville – TPMV                               |                          |                                     | 468          | 2,81         |             |             |        |        |  |
|                                                          | Dominique Mariette       | LO                                  | 318          | 1,91         |             |             |        |        |  |
| Lutte ouvrière – Faire entendre le camp des travailleurs |                          |                                     | 318          | 1,91         |             |             |        |        |  |
|                                                          |                          |                                     |              |              |             |             |        |        |  |
| Votes valides                                            | Votes valides            | Votes valides                       | 16 611       | 96,15        | 17 847      | 97,31       |        |        |  |
| Votes blancs                                             | Votes blancs             | Votes blancs                        | 285          | 1,65         | 306         | 1,67        |        |        |  |
| Votes nuls                                               | Votes nuls               | Votes nuls                          | 381          | 2,21         | 188         | 1,03        |        |        |  |
| Total                                                    | Total                    | Total                               | 17 277       | 100          | 18 341      | 100         | 55     | 3      |  |
| Abstention                                               | Abstention               | Abstention                          | 36 309       | 67,76        | 35 416      | 65,88       |        |        |  |
| Inscrits / participation                                 | Inscrits / participation | Inscrits / participation            | 53 586       | 32,24        | 53 757      | 34,12       |        |        |  |